# Jean de Conflans (maréchal)
Jean de Conflans est le maréchal de Champagne du Dauphin Charles (futur roi Charles V de France). Le maréchal de Conflans, sire de Dampierre, est issu de la maison de Brienne.

## Biographie

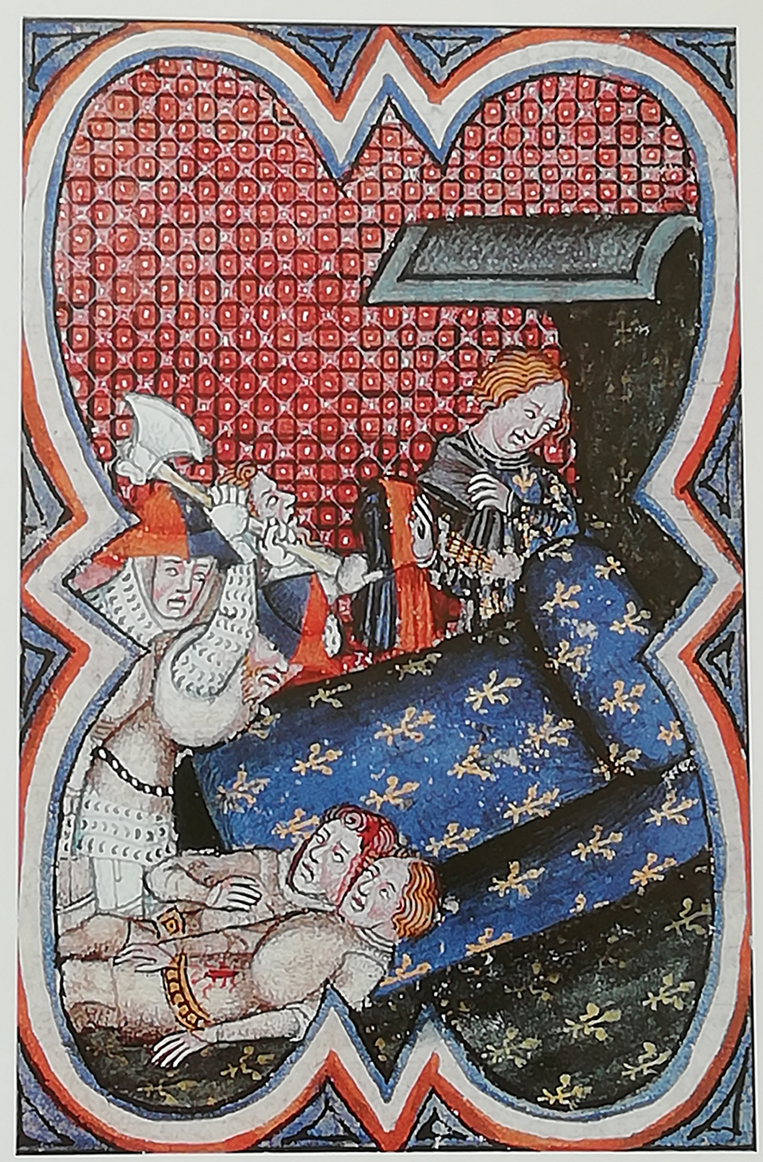
Assassinat des deux maréchaux Jean de Conflans et Robert de Clermont (Grandes Chroniques de France, BnF, ms. français 2813 fº409v, vers 1375-1380).

Il est présent à Paris car le dauphin a rameuté des troupes pour mettre la pression sur Étienne Marcel, qui essaye de l'évincer au profit de Charles le Mauvais. Il est assassiné avec Robert de Clermont (le maréchal de Normandie) le 22 février 1358 au palais de la Cité sous les yeux du dauphin Charles, lors de l'émeute provoquée par Étienne Marcel. Sa mort entraîne le ralliement de toute la noblesse champenoise et bourguignonne au dauphin. Celui-ci, ayant pu sortir de Paris, peut monter une armée qui isole la capitale et va entraîner la chute d'Étienne Marcel.